# Hymenophyllum angustum
Hymenophyllum angustum är en hinnbräkenväxtart som beskrevs av V. d. Bosch. Hymenophyllum angustum ingår i släktet Hymenophyllum och familjen Hymenophyllaceae. Inga underarter finns listade.